# Chamanahalli, Ramanagara
Chamanahalli là một làng thuộc tehsil Ramanagara, huyện Ramanagara, bang Karnataka, Ấn Độ.